# Gracia Baur/Diskografie
Diese Diskografie ist eine Übersicht über die musikalischen Werke der deutschen Pop-Rock-Sängerin Gracia Baur. Den Quellenangaben und Schallplattenauszeichnungen zufolge hat sie bisher mehr als zwei Millionen Tonträger verkauft. Ihre erfolgreichste Veröffentlichung ist das Album United, das sie zusammen mit den DSDS-Allstars aufnahm, mit über 1,17 Millionen verkauften Einheiten, wovon alleine in Deutschland über 1,1 Millionen Exemplare verkauft wurden und es somit eines der meistverkauften Musikalben in Deutschland ist.

## Alben

### Studioalben
| Jahr | Titel Musiklabel                | Höchstplatzierung, Gesamtwochen, AuszeichnungChartplatzierungen (Jahr, Titel, Musiklabel, Platzierungen, Wochen, Auszeichnungen, Anmerkungen) | Höchstplatzierung, Gesamtwochen, AuszeichnungChartplatzierungen (Jahr, Titel, Musiklabel, Platzierungen, Wochen, Auszeichnungen, Anmerkungen) | Höchstplatzierung, Gesamtwochen, AuszeichnungChartplatzierungen (Jahr, Titel, Musiklabel, Platzierungen, Wochen, Auszeichnungen, Anmerkungen) | Anmerkungen                                               |
| Jahr | Titel Musiklabel                | DE | AT | CH | Anmerkungen                                               |
| ---- | ------------------------------- | --- | --- | --- | --------------------------------------------------------- |
| 2003 | Intoxicated Hansa Records (BMG) | DE10 (5 Wo.)DE | — | CH67 (3 Wo.)CH | Erstveröffentlichung: 13. Oktober 2003 Verkäufe: + 50.000 |
| 2005 | Passion Bros Music (SPV)        | — | — | — | Erstveröffentlichung: 25. November 2005                   |

### Gemeinschaftsalben
| Jahr | Titel Musiklabel           | Höchstplatzierung, Gesamtwochen, AuszeichnungChartplatzierungen (Jahr, Titel, Musiklabel, Platzierungen, Wochen, Auszeichnungen, Anmerkungen) | Höchstplatzierung, Gesamtwochen, AuszeichnungChartplatzierungen (Jahr, Titel, Musiklabel, Platzierungen, Wochen, Auszeichnungen, Anmerkungen) | Höchstplatzierung, Gesamtwochen, AuszeichnungChartplatzierungen (Jahr, Titel, Musiklabel, Platzierungen, Wochen, Auszeichnungen, Anmerkungen) | Anmerkungen                                                                        |
| Jahr | Titel Musiklabel           | DE | AT | CH | Anmerkungen                                                                        |
| ---- | -------------------------- | --- | --- | --- | ---------------------------------------------------------------------------------- |
| 2003 | United Hansa Records (BMG) | DE1 ×11Elffachgold · (14 Wo.)DE | AT1 Platin · (15 Wo.)AT | CH2 Platin · (16 Wo.)CH | Erstveröffentlichung: 9. Februar 2003 Verkäufe: + 1.170.000, mit den DSDS-Allstars |

## Singles

### Als Leadmusikerin
| Jahr | Titel Album                                                  | Höchstplatzierung, Gesamtwochen, AuszeichnungChartplatzierungen (Jahr, Titel, Album, Platzierungen, Wochen, Auszeichnungen, Anmerkungen) | Höchstplatzierung, Gesamtwochen, AuszeichnungChartplatzierungen (Jahr, Titel, Album, Platzierungen, Wochen, Auszeichnungen, Anmerkungen) | Höchstplatzierung, Gesamtwochen, AuszeichnungChartplatzierungen (Jahr, Titel, Album, Platzierungen, Wochen, Auszeichnungen, Anmerkungen) | Anmerkungen                                                                       |
| Jahr | Titel Album                                                  | DE | AT | CH | Anmerkungen                                                                       |
| ---- | ------------------------------------------------------------ | --- | --- | --- | --------------------------------------------------------------------------------- |
| 2003 | I Don’t Think So! Intoxicated                                | DE3 (11 Wo.)DE | AT20 (9 Wo.)AT | CH12 (10 Wo.)CH | Erstveröffentlichung: 14. Juli 2003                                               |
| 2003 | I Believe in Miracles Intoxicated                            | DE15 (9 Wo.)DE | AT56 (4 Wo.)AT | CH42 (5 Wo.)CH | Erstveröffentlichung: September 2003                                              |
| 2005 | Run & Hide Passion                                           | DE20 (9 Wo.)DE | AT57 (2 Wo.)AT | — | Erstveröffentlichung: 31. Januar 2005 Beitrag zum ESC 2005                        |
| 2005 | When the Last Tear’s Been Dried Passion                      | DE32 (9 Wo.)DE | — | — | Erstveröffentlichung: 28. Oktober 2005                                            |
| 2006 | Never Been Passion                                           | DE39 (6 Wo.)DE | — | — | Erstveröffentlichung: 30. Januar 2006                                             |
| 2009 | Christmas Is Calling Die schönsten Weihnachts*Hits (Sampler) | — | — | — | Erstveröffentlichung: 4. Dezember 2009                                            |
| 2014 | Magic Moments –                                              | — | — | — | Erstveröffentlichung: 26. Dezember 2014 Titelsong zur Vierschanzentournee 2014/15 |

### Als Gastmusikerin
| Jahr | Titel Album             | Höchstplatzierung, Gesamtwochen, AuszeichnungChartplatzierungen (Jahr, Titel, Album, Platzierungen, Wochen, Auszeichnungen, Anmerkungen) | Höchstplatzierung, Gesamtwochen, AuszeichnungChartplatzierungen (Jahr, Titel, Album, Platzierungen, Wochen, Auszeichnungen, Anmerkungen) | Höchstplatzierung, Gesamtwochen, AuszeichnungChartplatzierungen (Jahr, Titel, Album, Platzierungen, Wochen, Auszeichnungen, Anmerkungen) | Anmerkungen |
| Jahr | Titel Album             | DE | AT | CH | Anmerkungen |
| ---- | ----------------------- | --- | --- | --- | --- |
| 2002 | We Have a Dream United  | DE1 ×3Dreifachgold · (13 Wo.)DE | AT2 Gold · (19 Wo.)AT | CH1 Platin · (16 Wo.)CH | Erstveröffentlichung: 23. Dezember 2002 Verkäufe: + 810.000; mit den DSDS-Allstars Original: Tony Wegas – Zusammen geh’n |
| 2004 | Don’t Close Your Eyes – | DE18 (9 Wo.)DE | AT50 (6 Wo.)AT | — | Erstveröffentlichung: 22. November 2004 mit 4 United                                                                     |
| 2006 | Cos I Believe –         | DE39 (6 Wo.)DE | — | — | Erstveröffentlichung: 15. Dezember 2006 mit Marvin Broadie als Xantoo                                                    |

## Musikvideos
| Jahr | Titel                           | Regie              |
| ---- | ------------------------------- | ------------------ |
| 2002 | We Have a Dream                 | Philipp Zwez       |
| 2003 | I Don’t Think So!               | Oliver Sommer      |
| 2003 | I Believe in Miracles           | Oliver Sommer      |
| 2004 | Don’t Close Your Eyes           | Carsten Gutschmidt |
| 2005 | Run & Hide                      | Sascha Kramer      |
| 2005 | When the Last Tear’s Been Dried | Sascha Kramer      |
| 2006 | Never Been                      | Sascha Kramer      |
| 2006 | Cos I Believe                   | Oliver Sommer      |
| 2009 | Christmas Is Calling            | Erik Lattwein      |
| 2014 | Magic Moments                   |                    |

## Sonderveröffentlichungen
| Jahr | Titel Album                                        | Anmerkungen                             |
| ---- | -------------------------------------------------- | --------------------------------------- |
| 2009 | Christmas Is Calling Die schönsten Weihnachts*Hits | Erstveröffentlichung: 27. November 2009 |

| Jahr | Titel Soundtrack                | Anmerkungen                         |
| ---- | ------------------------------- | ----------------------------------- |
| 2004 | Götter der Ewigkeit Bärenbrüder | Erstveröffentlichung: 22. März 2004 |

## Statistik

### Chartauswertung
|                     | DE    | AT    | CH    |
| ------------------- | ----- | ----- | ----- |
| Nummer-eins-Alben   | DE1DE | AT1AT | CH—CH |
| Top-10-Alben        | DE2DE | AT1AT | CH1CH |
| Alben in den Charts | DE2DE | AT1AT | CH2CH |

|                       | DE    | AT    | CH    |
| --------------------- | ----- | ----- | ----- |
| Nummer-eins-Singles   | DE1DE | AT—AT | CH1CH |
| Top-10-Singles        | DE2DE | AT1AT | CH1CH |
| Singles in den Charts | DE8DE | AT5AT | CH3CH |

### Auszeichnungen für Musikverkäufe
Anmerkung: Auszeichnungen in Ländern aus den Charttabellen bzw. Chartboxen sind in ebendiesen zu finden.
| Land/RegionAuszeichnungen für Musikverkäufe (Land/Region, Auszeichnungen, Verkäufe, Quellen) | Gold     | Platin     | Verkäufe  | Quellen           |
| -------------------------------------------------------------------------------------------- | -------- | ---------- | --------- | ----------------- |
| Deutschland (BVMI)                                                                           | 2× Gold2 | 6× Platin6 | 1.850.000 | musikindustrie.de |
| Österreich (IFPI)                                                                            | Gold1    | Platin1    | 50.000    | ifpi.at           |
| Schweiz (IFPI)                                                                               | —        | 2× Platin2 | 80.000    | hitparade.ch      |
| Insgesamt                                                                                    | 3× Gold3 | 9× Platin9 |           |                   |